# Гаспарян, Манук Оганесович
Ману́к Огане́сович Гаспаря́н (арм. Մանուկ Գասպարյան, 16 сентября 1949, село Касах, Апаранский район — 10 января 2008, Ереван) — депутат парламента Армении.
- 1971—1976 — Московский инженерно-строительный институт.
- 1986—1989 — Белгородский институт потребительской кооперации. Экономист.
- 1968—1970 — служил в советской армии.
- 1971—1990 — работал в системе министерства торговли Армянской ССР главным бухгалтером, директором пищеторга.
- 1990—1997 — был председателем ООО «Орион».
- 1997—1999 — начальник финансового отдела общины Канакер–Зейтун г. Еревана.
- 1999—2003 — депутат парламента. Член постоянной комиссии по финансово-кредитным, бюджетным и экономическим вопросам. Беспартийный.
- 2003—2007 — был депутатом парламента. Член постоянной комиссии по внешним сношениям. Беспартийный.
- С 2007 — лидер партии «Демократический путь».